# Stellar Kart
Stellar Kart est un groupe de pop punk américain, originaire de Phoenix, en Arizona. Le groupe se met en pause indéfiniment en 2014.

## Biographie
Stellar Kart est formé en 2001 à Phoenix, en Arizona. Les membres trouvent leur nom de groupe lorsqu'ils s'occupaient d'enfants. Leur nom est souvent abrégé SK, comme on le voit dans les clips du groupe. Le groupe est interviewé à diverses émissions de télévision, y compris a TMW. Stellar Kart est également apparu dans une saison de The Show Logan.
Le groupe signe avec le label INO Records, et publie son premier album, All Gas. No Brake., en février 2005. À cette période, certains des singles de leur premier album sont jouées sur les radios chrétiennes. Il comprend des singles tels que Finish Last, Life Is Good, Livin' on a Prayer (une reprise de Bon Jovi), et Spending Time. Leur deuxième album, We Can't Stand Sitting Down, est publié le 25 juillet 2006. Le premier single du deuxième opus, Me and Jesus, est classé premier pendant sept semaines, et remporte un Dove Award dans la catégorie « chanson rock/contemporaine ». Le troisième album du groupe, Expect the Impossible, est publié le 26 février 2008. Le 21 avril 2009, le groupe publie un best-of, intitulé Life Is Good: The Best of Stellar Kart, avec deux titres bonus et un nouveau titre. Toujours en 2009, Cody Pellerin quitte le groupe pour passer plus de temps avec sa femme.
Leur nouvel album, intitulé Everything Is Different Now, sortira officiellement le 9 mars 2010. Le single Something Holy est publié le même date, et atteint la 23e place des classements américains. Le chanteur Adam Agee explique que plutôt que de se concentrer sur des problèmes de relation, Everything Is Different Now a une atmosphère plus chaleureuse. En 2010 toujours, Cody Pellerin rejoint le groupe Our Hearts Hero et Jon Howard quitte le groupe pour rejoindre Paramore et est remplacé par Nick Baumhardt. Stellar Kart publie un EP intitulé A Whole New World le 16 août 2011. L'EP comprend quatre reprises des chansons des films Disney comme La Petite Sirène, Le Roi lion, La Belle et la Bête, et Aladdin.
L'album qui suit, All In, est publié le 27 août 2013. Ones and Zeros est incluse dans la bande originale du film God's Not Dead,. Le groupe se met en pause indéfiniment en 2014.

## Membres

### Derniers membres
- Adam Agee – chant, guitare (2002-2014)
- Nick Baumhardt – guitare (2010-2014)
- Brian Calcara – basse (2005-2014)
- Jordan Messer – batterie (2002-2014)

## Anciens membres
- Taylor Sitera - basse (2002-2005)
- Cody Pellerin - guitare (2003-2009)
- Jon Howard - guitare (2009-2010)

## Discographie

### Albums studio
- 2005 : All Gas. No Brake
- 2006 : We Can't Stand Sitting Down
- 2008 : Expect the Impossible
- 2009 : Life Is Good: The Best of Stellar Kart
- 2010 : Everything Is Different Now
- 2013 : All In

### EP
- 2011 : Sweet Secret

### Singles
- 2005 : Spending Time
- 2005 : Finish Last
- 2005 : Life Is Good
- 2005 : Me and Jesus
- 2006 : Activate
- 2006 : Hold On
- 2007 : I Wanna Live
- 2008 : Jesus Loves You
- 2008 : Shine Like the Stars
- 2008 : Innocent
- 2008 : I Give Up
- 2009 : We Shine
- 2010 : Something Holy
- 2011 : Everything Is Different Now

### Vidéographie
- Student Driver (2005)
- Life Is Good (2005)
- Me and Jesus (2006)
- Activate (2006)
- Innocent (2006)